# 脱穀機

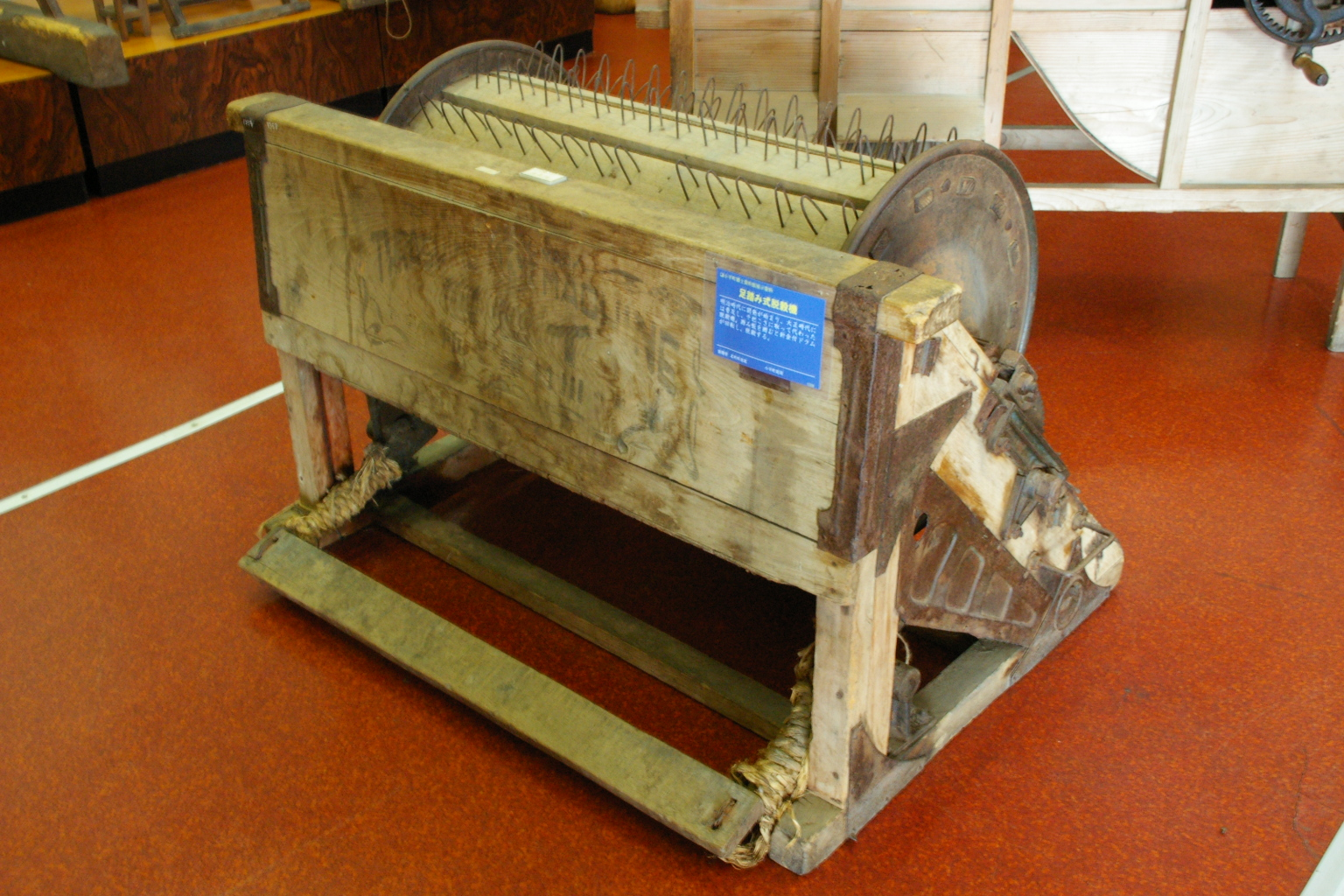
足踏み式脱穀機（通称「ガーコン」）

脱穀機（だっこくき）とは、米や麦の収穫作業で用いられる農業機械の一つである。
日本では、主に米の脱穀で使用される。

## 発達の経緯
日本の江戸時代には、米を脱穀する際、人力による千歯扱きが広く活躍した。
1910年（明治43年）、発明家の福永章一が足踏式脱穀機を発明。足踏式脱穀機は人が踏板を踏むとこぎ胴が自動的に連続回転するように工夫されており、大正年間を通じて全国的に普及した。その後、こぎ胴を発動機（ガソリンエンジン）や電動機（モーター）で回転させる脱穀機が登場し、脱穀作業の能率は飛躍的に高まった。

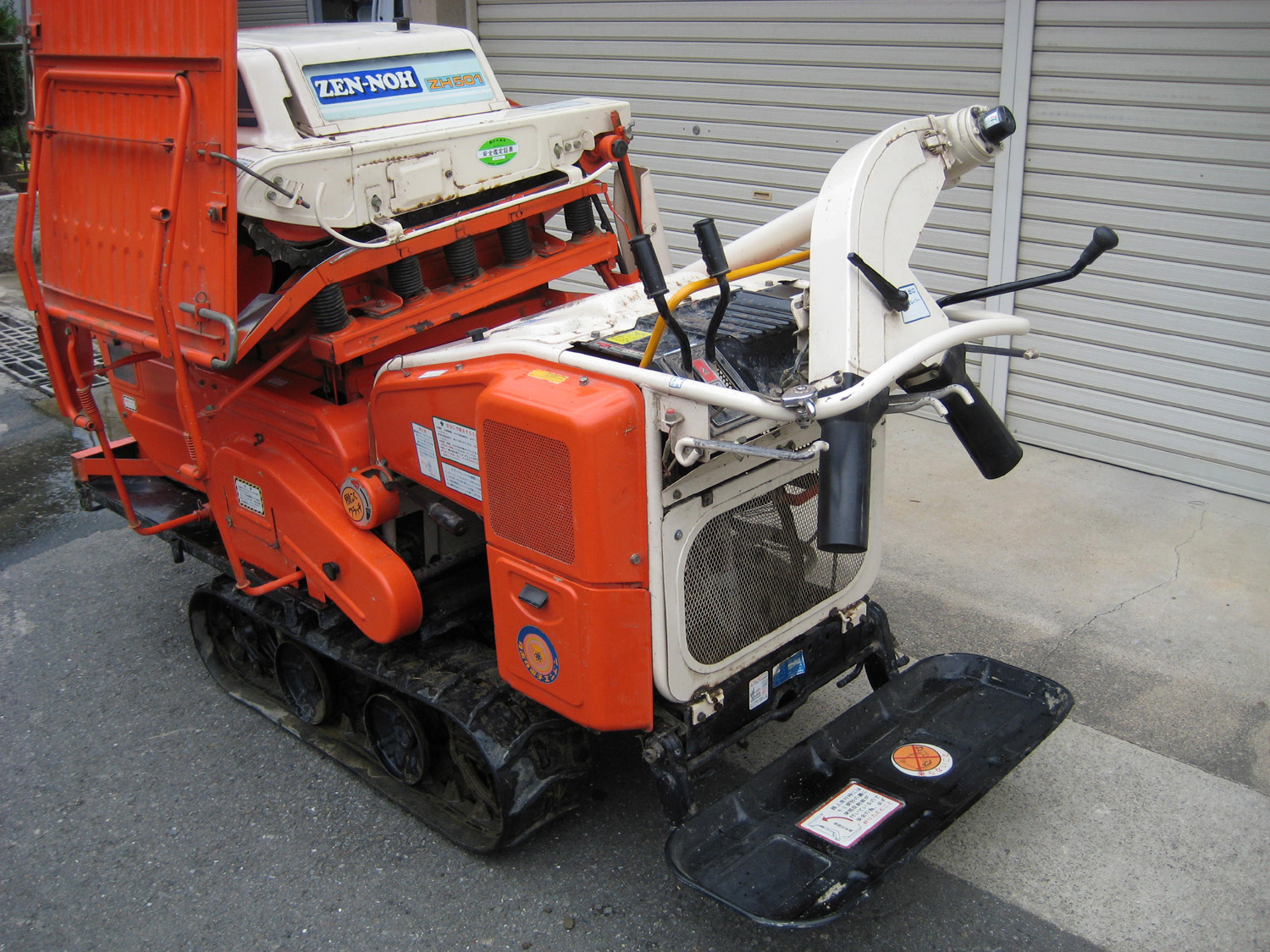
ハーベスター

## 脱穀機の種類
脱穀機の発展の歴史からみると、次の種類がある。
足踏式脱穀機
逆V字型の針金を埋め込んだ円筒形のこぎ胴を人力によって回転させ、そこに稲や麦の束を押し付けることで穂から子実をこそぎ落とす。踏板と歯車をクランクで連結し、上下運動を回転運動に変えていた。動作音の擬音語から「ガーコン」とも呼ばれた。
自動脱穀機（定置式）
こぎ胴を動力で回転させ、稲・麦の束を安全にこき胴に送り込む搬送機構、唐箕の送風によりわら屑等と籾を選別し、籾だけを取り出す機構を備えた脱穀機。庭や作業小屋の床面に設置され、原動力は別に設置した発動機やモータからベルトによって伝達された。
自走自脱型脱穀機（ハーベスター）
自動脱穀機を台車にのせ、搭載するエンジンの動力によって脱穀及び自走できるようにしたもので、日本の農業ではハーベスター#日本ハーベスターとはこの機械を指す。車輪を使うタイプもあったが、現在は走行装置にクローラを備えたものが多い。
なお、上記に挙げた自動脱穀機については、その構造が単純で故障しにくいため、2007年現在今なお現役で利用している農家がめずらしくない。